# Concerto grosso

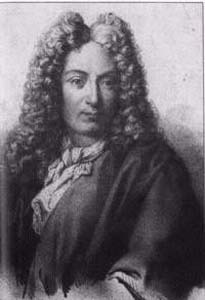
Arcangelo Corelli, gran violinista del barroco que compuso concerti grossi

El concerto grosso (plural concerti grossi; en italiano para gran concierto) era una forma instrumental barroca de origen italiano basada en la contraposición entre un pequeño grupo de solistas (un concertino) y una orquesta completa (un ripieno o tutti).
El concerto grosso data aproximadamente de 1670 y puede atribuirse a Alessandro Stradella, quien parece haber escrito la primera obra musical en la cual un "concertino" y un "ripieno" se enfrentan de forma característica, a pesar de no usar el término concerto grosso. Giovanni Lorenzo Gregori es el  primer compositor en utilizar el término concerto grosso.
El primer compositor importante en utilizar el término 'concerto grosso' fue Arcangelo Corelli, amigo de Stradella. Después de la muerte de Corelli, se publicó una colección de doce de sus 'concerti grossi' (presumiblemente, los movimientos fueron seleccionados a partir de un conjunto mayor de obras) que obtuvo una rápida difusión por Europa. No mucho después, compositores como Francesco Geminiani, Pietro Locatelli, Giovanni Benedetto Platti y Giuseppe Torelli escribieron conciertos al estilo de Corelli. También tuvo una fuerte influencia en Antonio Vivaldi.
El número de movimientos que suele tener el concerto grosso es de tres, según la fórmula preferida por Corelli: rápido-lento-rápido. En tiempos de Corelli, se distinguían dos tipos distintos del concerto grosso: el concerto da chiesa (concierto de iglesia) y el concerto da camera (concierto de cámara). El primero era más formal y generalmente alternaba entre secciones largas o adagio (lentas) con allegro (rápidas), mientras que el segundo tenía el carácter de una suite de danzas, compuesta por un preludio y varios tipos de movimientos de danza. Las diferencias entre ambos tipos de concierto (chiesa y camera) se diluyeron con el tiempo.
El concertino de Corelli consistía en dos violines y un violonchelo, con una orquesta de cuerdas haciendo las veces de ripieno, ambos acompañados por una sección de bajo continuo.

## Influencias
Otros compositores importantes de concerto grosso fueron Georg Friedrich Händel, quien expandió el ripieno para incluir instrumentos de viento. Varios de los Conciertos de Brandeburgo de Johann Sebastian Bach siguen aproximadamente la forma del concerto grosso, especialmente el segundo Concerto, que tiene un concertino de flauta dulce, oboe, trompeta y un solo de violín. 
La forma concerto grosso ha sido recuperada por diversos compositores del siglo XX.